# 8월 18일
8월 18일은 그레고리력으로 230번째(윤년일 경우 231번째) 날에 해당한다.

## 사건
- 1769년 - 브레시아 탄약고 폭발사고: 이탈리아 베네치아 근교 브레시아의 세인트 나자로 요새(Bastion of San Nazaro)에 번개가 떨어져 보관중이던 90톤의 화약이 폭발, 도시의 1/6이 파괴되고 3,000명이 사망했다.
- 1877년 - 천문학자 아사프 홀이 화성의 위성 포보스를 발견하다.
- 1906년 - 한말 의병장 최익현, 일본군에 잡혀 쓰시마섬으로 유배.
- 1940년 - 미국과 캐나다, 공동방위조약 체결.
- 1941년 - 나치 독일의 장애인 학살 계획인 T-4 작전이 비판을 받아 공식적으로 중단되었다.
- 1949년 - 죽령터널 열차 사고가 일어났다.
- 1950년 - 한국 전쟁: 대한민국의 임시 수도를 대구에서 부산으로 옮기다.
- 1955년 - 대한민국, 일본과 경제 관계 단절.
- 1966년 - 중국, 마오쩌둥 지도하의 홍위병 100만 명 텐안먼 광장서 대규모 문화혁명
- 1972년 - 남북적십자사, 남북회담위한 직통전화 개통.
- 1976년 - 판문점 도끼 살인 사건이 일어나다.
- 1998년 - 대한민국, 자유민주연합 김종필(金鍾泌) 총재, 국무총리에 취임.
- 2002년 - 조선민주주의인민공화국 주민 21명, 어선타고 서해 공해상 경유 귀순.
- 2005년 - 대전 문화동 일가족 살인사건이 발생했다.
- 2011년 - 김성근이 SK와이번스감독직에서 전격 해임당하다.
- 2013년 - 일본 규슈 가고시마현에 위치한 사쿠라지마 화산이 폭발하다.
- 2014년 - 미국 미주리주 퍼거슨시에서 10대 흑인 청년의 경찰에 의한 피살 사건으로 일어난 소요 사태가 확산되어, 주 정부는 퍼거슨시에 비상사태를 선포하고 야간 통행 금지 조치를 내렸다.
- 2020년 - 말리에서 쿠데타가 발발하여 대통령과 총리가 사임하는 사태가 벌어졌다.
- 2021년 - 홍범도 장군의 유해가 국립대전현충원에 안장되었다.

## 문화
- 1987년 - 대한민국 공연윤리위원회, 〈동백아가씨〉,〈고래사냥〉 등 금지가요 186곡 해금.
- 1995년 - 대한민국, 문화방송, 위성방송사업단 발족.
- 2000년 - 조선민주주의인민공화국 조선국립교향악단, 사상 첫 남북 클래식 합동음악회 갖기 위해 서울 도착.
- 2003년 - 박세리, LPGA 제이미 파크로거 클래식 우승
- 2004년 - 크레이지레이싱 카트라이더가 서비스를 시작하였다.
- 2012년 - 대한민국은 누리망(인터넷)에서 신규로 주민등록번호를 수집하는 것을 원칙적으로 금지하였다.
- 2018년 - 2018년 아시안 게임이 자카르타에서 개막하였다.

## 탄생
- 1441년 - 조선의 제6대 국왕 단종. (~1457년)
- 1750년 - 이탈리아의 작곡가 안토니오 살리에리. (~1825년)
- 1774년 - 미국의 탐험가 메리웨더 루이스. (~1809년)
- 1830년 - 오스트리아-헝가리 제국의 황제 프란츠 요제프 1세. (~1916년)
- 1901년 - 대한민국의 기업인 박인천. (~1984년)
- 1917년 - 미국의 정치인 캐스퍼 와인버거. (~2006년)
- 1920년
  - 대한민국의 독립운동가 한성수. (~1945년)
  - 미국의 야구인 밥 케네디. (~2005년)
- 1921년 - 일제강점기 이왕가의 일원 이진. (~1922년)
- 1927년 - 미국 제39대 대통령의 영부인 로절린 카터. (~2023년)
- 1930년 - 대한민국의 시인 신동엽.
- 1931년 - 대한민국의 무용가 및 무속인 김금화. (~2019년)
- 1932년 - 프랑스의 바이러스 학자, 노벨 생리학 · 의학상 수상자 뤼크 몽타니에. (~2022년)
- 1933년
  - 폴란드 출신 프랑스의 영화 감독 로만 폴란스키.
  - 프랑스의 축구 선수 쥐스트 퐁텐. (~2023년)
- 1936년 - 미국의 배우 로버트 레드퍼드.
- 1937년 - 대한민국의 영화감독 겸 시나리오 작가 최하원.
- 1939년 - 대한민국의 공무원 강동석.
- 1941년 - 대한민국의 정치인 김수일.
- 1943년
  - 이탈리아의 전 축구 선수 잔니 리베라.
  - 미국의 배우 마틴 멀. (~2024년)
- 1947년 - 대한민국의 교육인 고학찬. (~2024년)
- 1948년 - 대한민국의 사회운동가 김영철. (~1998년)
- 1950년 - 대한민국의 배우 나기수.
- 1952년 - 미국의 영화배우 패트릭 스웨이지. (~2009년)
- 1953년 - 대한민국의 가수 겸 방송인 배철수.
- 1954년 - 대한민국의 전 축구 선수 및 행정가 조영증.
- 1955년
  - 대한민국의 성우 성선녀.
  - 일본의 성우 시오야 코조.
  - 중화민국의 정치인 젠자오둥. (~2024년)
- 1957년
  - 대한민국의 성우 최병상. (~2008년)
  - 프랑스의 배우 카롤 부케.
- 1962년 - 대한민국의 전 야구 선수 김형석.
- 1964년 - 대한민국의 작가 최완규.
- 1965년
  - 대한민국의 양궁 선수 이홍구.
  - 일본의 성우 오타니 이쿠에.
- 1966년 - 대한민국의 배우 강수연. (~2022년)
- 1967년
  - 대한민국의 금융 겸 정치가 이혁진. (~2025년)
  - 인도의 가수 달러 멘디.
  - 일본의 전 야구 선수 기요하라 가즈히로.
  - 미국의 만화가 로버트 벤디티.
  - 미국의 작가, 만화가 브라이언 마이클 벤디스.
  - 캐나다의 만화가, 일러스트레이터 니코 앙리숑.
- 1968년
  - 대한민국의 배우 이승연.
  - 미국의 정치인 마크 로빈슨.
- 1969년 - 미국의 배우 에드워드 노턴.
- 1970년 - 미국의 배우 말콤 자말 워너. (~2025년)
- 1972년 - 일본의 배우, 가수 나카이 마사히로. (SMAP)
- 1973년
  - 대한민국의 전 축구 선수 우성용.
  - 대한민국의 뮤지컬 배우 고영빈.
- 1976년 - 대한민국의 아나운서 이상호.
- 1978년
  - 미국의 희극인, 배우 앤디 샘버그.
  - 캐나다의 쇼트트랙 선수 조나탕 길메트.
- 1979년
  - 대한민국의 배우 최필립.
  - 대한민국의 전 축구 선수 김승현.
- 1980년
  - 러시아의 종합격투기 선수 세르게이 하리토노프.
  - 아르헨티나의 축구 선수 에스테반 캄비아소.
  - 대한민국의 아나운서 유지수.
  - 대한민국의 유도 선수 최민호.
  - 대한민국의 가수 제이덕.
- 1981년 - 대한민국의 영화 감독 강진아.
- 1982년 - 대한민국의 희극인 이문재.
- 1983년
  - 대한민국의 모델 배성희.
  - 대한민국의 축구 선수 최효진.
  - 레바논의 싱어송라이터 미카.
  - 일본의 성우 카나다 아키.
- 1984년 - 일본의 성우 카나다 아키.
- 1985년
  - 대한민국의 야구 선수 강민호 (삼성 라이온즈).
  - 대한민국의 희극인 양세형.
  - 대한민국의 전 야구 선수 박노민.
- 1986년
  - 대한민국의 배우 권수현.
  - 대한민국의 희극인, 방송인 박슬기.
  - 대한민국의 가수 한봄.
  - 대한민국의 레이싱 모델 조하나.
  - 대한민국의 희극인 최수락.
- 1987년
  - 방글라데시의 배우 바비.
  - 일본의 배우 타카하시 아유미.
- 1988년
  - 대한민국의 래퍼 지드래곤 (빅뱅).
  - 대한민국의 가수 정승원.
- 1989년 - 대한민국의 전 축구 선수 김성민.
- 1990년
  - 대한민국의 아나운서 남유식.
  - 잉글랜드의 축구 선수 제이슨 스틸.
- 1991년 - 대한민국의 뮤지컬 배우 이아름솔
- 1992년
  - 대한민국의 프로게이머 김준호(CJ 엔투스).
  - 대한민국의 축구 선수 김경민.
  - 일본의 배우 나루미 리코.
  - 세르비아의 농구 선수 보그단 보그다노비치.
- 1993년 - 대한민국의 가수 정은지 (에이핑크).
- 1994년
  - 대한민국의 가수 박형석 (다섯장).
  - 일본의 야구 선수 스즈키 세이야.
- 1995년
  - 대한민국의 가수 리제.
  - 일본의 전 축구 선수 사카모토 쇼이치로.
- 1997년
  - 대한민국의 가수 하슬 (이달의 소녀).
  - 오스트레일리아의 배우 조세핀 랭퍼드.
  - 포르투갈의 축구 선수 헤나투 산시스.
  - 대한민국의 전 배우 배나연.
- 1998년 - 대한민국의 가수 지진석.
- 1999년
  - 대한민국의 가수 주이 (모모랜드).
  - 대한민국의 시민 김재운 (구미).
- 2000년 - 대한민국의 가수 구슬. 소녀주의보
- 2001년 - 대한민국의 펜싱 선수 전하영.
- 2002년 - 대한민국의 야구 선수 김영현.
- 2003년 - 미국의 배우 맥스 찰스.
- 2006년 - 캐나다의 수영 선수 서머 매킨토시.

## 사망
- 673년 - 신라의 무신, 장군 김유신. (595년~)
- 1227년 - 몽골 제국의 건설자 칭기즈 칸. (1162년~)
- 1503년 - 제214대 로마의 교황 알렉산데르 6세. (1431년~)
- 1559년 - 제223대 로마의 교황 바오로 4세. (1476년~)
- 1765년 - 신성 로마 제국의 황제 프란츠 1세. (1708년~)
- 1800년 - 조선의 제22대 국왕 정조. (1752년~)
- 1850년 - 프랑스의 소설가, 작가 오노레 드 발자크. (1799년~)
- 1870년 - 미국의 사업가 새뮤얼 보건 메릭 (1801년~)
- 2006년 - 우즈베키스탄의 한국계 화가 니콜라이 신. (1928년~)
- 2009년 - 대한민국의 제15대 대통령 김대중. (1924년~)
- 2010년 - 대한민국의 기업인 이재찬. (1964년~)
- 2018년 - 가나의 정치인 코피 아난. (1938년~)
- 2020년 - 잉글랜드의 영화배우 벤 크로스. (1947년~)
- 2021년 - 일본의 화가 도미야마 다에코. (1921년~)
- 2022년
  - 대한민국의 배우 이병철. (1949년~)
  - 미국의 영화배우 버지니아 패튼. (1925년~)
  - 태국의 영화배우 솜밧 메타니. (1937년~)
  - 미국의 육상 선수 존 파월. (1947년~)
- 2023년
  - 대한민국의 국어학자 김완진. (1931년~)
  - 덴마크의 작가 요른 릴. (1931년~)
- 2024년
  - 프랑스의 가수, 영화배우, 영화 감독, 시나리오 작가 알랭 들롱. (1935년~)
  - 폴란드의 축구 선수, 축구 감독 프란치셰크 스무다. (1948년~)
- 2025년 - 대한민국의 가수 박인수. (1947년~)

## 기념일
- 쌀의 날
- 과학의 날: 태국
- 롱탄 전투 기념일(베트남 참전용사의 날): 오스트레일리아

## 같이 보기
- 전날: 8월 17일 다음날: 8월 19일 - 전달: 7월 18일 다음달: 9월 18일
- 음력: 8월 18일
- 모두 보기